# Salvatore Misticone
Salvatore Misticone (Napoli, 13 settembre 1945) è un attore italiano.

## Biografia
Dopo il diploma di geometra frequenta la facoltà di ingegneria nell'ateneo napoletano senza completare gli studi. Coltiva la passione per il canto e la recitazione collaborando con i maggiori istituti di cultura in Italia e all'estero. Dagli anni novanta inizia la carriera teatrale e cinematografica. Conosce il successo nazionale con la partecipazione al film Benvenuti al Sud (2010) di Luca Miniero, dove ha interpretato la parte del signor Scapece, un contadino di Castellabate che parla un dialetto napoletano strettissimo, suscitando qualche problema di comprensione. Successo confermato e amplificato nel successivo film, sempre diretto da Luca Miniero, Benvenuti al Nord. Recita anche nel film di Matteo Garrone Reality, unico film italiano candidato al Festival di Cannes 2012.

## Filmografia

### Cinema
- Napoli, regia di Mario Salieri (2000)
- Calmi cuori appassionati, regia di Isamu Nakae (2001)
- Capodanno in casa Curiello, regia di Mario Salieri (2002)
- Incantesimo napoletano, regia di Luca Miniero e Paolo Genovese (2002)
- Un mondo d'amore, regia di Aurelio Grimaldi (2003)
- Febbre da cavallo - La mandrakata, regia di Carlo Vanzina (2002)
- Il ritorno del Monnezza, regia di Carlo Vanzina (2005)
- Un'estate al mare, regia di Carlo Vanzina (2008)
- Il prezzo dell'onore, regia di Nando de Maio (2008)
- Un'estate ai Caraibi, regia di Carlo Vanzina (2009)
- Benvenuti al Sud, regia Luca Miniero (2010)
- Benvenuti al Nord, regia Luca Miniero (2012)
- Reality, regia Matteo Garrone (2012)
- Il principe abusivo, regia Alessandro Siani (2013)
- Un boss in salotto, regia Luca Miniero (2014)
- Tutto molto bello, regia di Paolo Ruffini (2014)
- Si accettano miracoli, regia di Alessandro Siani (2015)
- Matrimonio al Sud, regia di Paolo Costella (2015)
- Ci devo pensare, regia di Francesco Albanese (2015)
- Ultima fermata, regia di Giambattista Assanti (2015)
- Noi e la Giulia, regia di Edoardo Leo (2015)
- Troppo napoletano, regia di Gianluca Ansanelli (2016)
- Vita, cuore, battito , regia di Sergio Colabona (2016)
- Vieni a vivere a Napoli, regia di Edoardo De Angelis (2016)
- Zoolander 2, regia di Ben Stiller (2016)
- Fausto & Furio, regia di Lucio Gaudino (2017)
- Ninna Nanna, regia di Enzo Russo e Dario Germani (2017)
- Il crimine non va in pensione, regia di Fabio Fulco (2017)
- Le verità, regia di Giuseppe Alessio Nuzzo (2017)
- Finalmente sposi, regia di Lello Arena (2018)
- Attenti al gorilla, regia di Luca Miniero (2019)
- Appena un minuto, regia di Francesco Mandelli (2019)
- Il giovane Pertini, regia di Giambattista Assanti (2019)
- Lotta per la vita, regia di Nando De Maio (2019)
- 7 ore per farti innamorare, regia di Giampaolo Morelli (2020)
- Benvenuti in casa Esposito, regia di Gianluca Ansanelli (2021)
- The Winner, regia di Gianfranco Gallo – cortometraggio (2021)
- La banda del Buffardello, regia di Mario Chiavalin (2022)
- Soldato sotto la luna, regia di Massimo Paolucci (2022)
- Amleto è mio fratello, regia di Francesco Giuffrè (2022)
- Rosso pompeiano, regia di Prescilla Martin (2023)
- L'elisir di Leonardo da Vinci, regia di Mario Chiavalin (2024)
- Il circo delle meraviglie, regia di Mario Chiavalin (2024)
- Etnoragu, regia Cristiano Esposito (2025)

### Televisione
- La squadra 3 – serie TV (2002)
- Salvo D’Acquisto, regia di Alberto Sironi (regista) – miniserie TV (2003)
- Le ragazze di piazza di Spagna – serie TV (2000)
- Assunta Spina, regia di Riccardo Milani – miniserie TV (2006)
- L'uomo della carità - Don Luigi Di Liegro, regia di Alessandro Di Robilant – film TV (2007)
- Giuseppe Moscati - L'amore che guarisce, regia di Giacomo Campiotti – miniserie TV (2007)
- La nuova squadra – serie TV (2008)
- Pinocchio, regia di Alberto Sironi – miniserie TV (2009)
- Tutti pazzi per amore 2 – serie TV (2010)
- Capri 3 – serie TV (2010)
- I Cesaroni – serie TV, episodio 4x09 (2010)
- Chiambretti Night - Solo per numeri Uno, 2 puntate Canale 5 (2010)
- Un medico in famiglia – serie TV (2011)
- Un anno da paura - Rai 2 (2013)
- Squadra antimafia 6 – serie TV, 4 episodi (2014)
- Kilimangiaro, regia di Andrea Dorigo – programma televisivo
- Un posto al sole – soap opera (2015)
- Maggie & Bianca Fashion Friends – serie TV (2017)
- Din Don - Una parrocchia in due, regia di Claudio Norza – film TV (2019)
- Maradona: sogno benedetto (Maradona: sueño bendito) – serie TV, 2 episodi (2021)
- 4 misteri e un funerale, regia Federico Marsicano – miniserie Rai 2 (2021)
- Sartu, regia di Massimo Triassi – sitcom (2022)
- Pinocchiocchio', regia Massimo Triassi – sitcom (2022)
- Vincenzo Malinconico, avvocato d'insuccesso, regia di Alessandro Angelini - serie TV, episodio 1x07 (2022)
- Filumena Marturano, regia di Francesco Amato – film TV (2022) Rai 1
- Unomattina - Rai 1
- Made in Sud - Rai 2
- Fragili, regia di Raffaele Mertes – miniserie TV (2024) Canale5

## Teatro
- Scugnizzeria di A. Troise, Villa Avellino di Pozzuoli
- Sensibili alle foglie di R. Curcio, Teatro Astra di Napoli
- Masaniello di Tato Russo, Teatro Bellini di Napoli
- Viva diego di Tato Russo, Teatro Bellini di Napoli
- Arena olimpia di Enzo Moscato, regia Enzo Moscato, Benevento Città Spettacolo
- I pescatori di Raffaele Viviani, Teatro Diana di Napoli
- Ma per fortuna è una notte di luna, regia di D. Frediani, Teatro Bellini di Napoli
- La buffa istoria di capitan fracassa, regia di M. Galdieri, Festival internazionale del Teatro Giappone
- La visita della vecchia signora di Friedrich Dürrenmatt, regia di Armando Pugliese
- 'O scarfalietto di Eduardo Scarpetta, regia di Armando Pugliese
- Qui rido io, regia Giuseppe Sollazzo
- Matrimonio a sorpresa di De Maio, regia di D. Frediani
- Festa di montevergine di Viviani, regia di Lara Sansone, Teatro Sannazaro
- Don pasca' fa acqua a pippa di De Maio, regia di M. Brancaccio, Teatro Sannazaro
- Benvenuti in casa Esposito, regia di Paolo Caiazzo, supervisione artistica di Alessandro Siani
- Gran varietà, regia di G. Russo, Teatro Bellini
- Sono in zona, regia di Alessandro Siani
- Napoletanando, regia di Antonio Casagrande
- Napoli in frak di Raffaele Viviani, regia di Antonio Casagrande
- Www. vistalasituazione.it, regia di S. Ceruti
- Morte di Carnevale di Raffaele Viviani, regia di Lara Sansone
- La Cantata dei Pastori (forma lirica), regia di Peppe Barra, Teatro Massimo Vincenzo Bellini di Catania (2016)
- Festa di Piedigrotta di Raffaele Viviani, regia di Lara Sansone - Teatro Sannazaro (2017)
- Il caffè mi rende nervoso, regia di Lello Arena (2018)
- Così parlò Bellavista di Luciano De Crescenzo, regia di Geppy Gleijeses, evento prima nazionale al Teatro di San Carlo di Napoli (2018-2019)
- Cabaret Des Mistinguettes, regia di Salvatore Misticone (2019)
- Il vizietto napoletano, regia di Gianfranco Gallo (2021-2022)
- E che Dio ci aiuti! di Corrado Taranto e Caterina De Santis, regia di Claudio Insegno (2022-2023)
- Bentornato Varietà, regia di Salvatore Misticone (2024-2025)
- Benvenuti in casa Esposito, regia di Alessandro Siani (2025)

## Musical
- Un'estate al chiaro di luna – Rai Radio 2
- Cantata di Natale sul presepe Cuciniello, regia di B. Garofalo
- Aria di belle epoque, regia di U. Leonardo – tournée
- La marcolfa, regia di C. Campanelli, opera buffa festival di Dario Fo
- La Cantata dei Pastori di Roberto De Simone, regia di M. Del Grosso
- Non tutti i ladri vengono per nuocere di Dario Fo, regia di C. Campanelli
- Scene dalla vita di un grande posteggiatore Enrico Caruso di Salvatore Misticone, regia di S. Ceruti
- Follie di Broadway di A. Ippolito, regia di A. Ippolito
- Voci di terre lontane di B. Garofalo, regia di B. Garofalo
- Zingari di Raffaele Viviani, regia di Davide Iodice, con Nino D'angelo e Angela Pagano
- Festa di Piedigrotta di Raffaele Viviani, regia di Nello Mascia, musiche di Eugenio Bennato
- Novecento napoletano, regia di B. Garofalo
- Scapece...ma capace di Antonio Lubrano,  Salvatore Misticone e Giorgio Verdelli, regia di Gennaro Monti, Teatro Trianon di Napoli
- E che Dio ci aiuti! di Corrado Taranto e Caterina De Santis, commedia musicale con la regia di Claudio Insegno (2022-2023)

## Corti pubblicitari
- International Petroli, regia di V. Coppola
- LAIS El Pescadero, con Antonio Banderas
- Migros, regia Giuseppe Tornatore, produzione Flying
- Famiglia Benincasa, filmati promozionali Telecom e Tecnocasa, produzione In Fiction
- Lotto better - o’ sistemone, regia Luca Miniero e Paolo Genovese
- Fiat 600 E

## Concerti
- Roma – S. Pietro in Vincoli
- Salisburgo – Festival Kultur
- Baviera – Traunsteim Biblioteca Nazionale
- Mosca – Fondo della Cultura
- Las Vegas – San Gennaro Festival
- Phoenix (Arizona) – Las Dias de los Nignos
- Acerra - Civico Bandistico "G. Pinna" - Benvenuti ad Acerra
- Napoli Rettorato dell'Università L'Orientale e La Fondazione Valenzi Palazzo Du Musnil - "La Canzone Napoletana in Guerra e in Pace"
- Napoli Complesso Monumentale San Lorenzo Maggiore A. Vivaldi Violino e Orchestra Le Quattro Stagioni - Regia Salvatore Misticone

 Pierino  e  il Lupo   di Prokofiev diretto  dal maestro Leonardo  Quadrini (2023)
Barocco Festival 26 Edizione
S.Vito dei Normanni
Castello Dentice di Frasso
L'Olimpiade di Leonardo Leo
Orchestra La Confraternita dei Musici  Agosto 2023

## Discografia
- Napoli è - SP - Phonotype record - Distribuzione RCA S.p.a.
- Sete D'ammore - LP - Phonotype record
- Arie Liriche e Canzoni Napoletane - Associazione internazionale Enrico Caruso - LP - Phonotype record
- Salvatore Misticone - CD - Universal Record
- Omaggio a Enrico Caruso - Classico Napoletano - CD - Universal Record
- Benvenuti ad Acerra - CD - con il Civico Complesso Bandistico "G. Pinna" Acerra

## Riconoscimenti
- Premio "Un Quadrifoglio per te" Teatro Cilea (1992)
- Premio Fondo della Cultura di Mosca (1993)
- Premio A.I.M.C. dalla Provincia di Napoli (1995)
- IV Edizione Capri sport festival premio "Certosa Capri" (1997)
- Premio "Napoli nel Mondo" VII Edizione (1998)
- Premio Associazione Nazionale Critici di Teatro. Premio della Critica per "La Visita Della Vecchia Signora" (2003/2004)
- Chiave d'oro e Biglietto d'oro Agis per il film "Benvenuti al Sud" (2009/2010)
- Premio 3.3 Ski-Race (2010)
- Associazione Onlus Tam Tam Brasile "Amici Della Vita" (2010)
- Premio Rosso Napoletano, premio alla Napoletanità (2010)
- Orta Di Atella, Incontri Internazionali del Cinema. Premio "Fabulae Atellanae" (2011)
- Comune di Procida, Assessorato al Turismo. Premio "Viaggio Sull'Isola Del Postino" (2011)
- Chiave d'oro e Biglietto d'oro Agis per il film "Benvenuti al Nord" (2011/2012)
- Premio Valsele International Film Festival, premio "Torre D'Ayala D'Oro" (2012)
- Premio S. Castrese, Sessa Aurunca (2013)
- Premio "Pulcinellamente" Orta Di Atella (2013)
- Nono premio "Malafemmena" (2013)
- Premio Culturale e Musicale " Armando Gill " VIII Edizione (2014)
- Premio "Eccellenze del Sud" (2013)
- Premi "Ritratti Di Territorio" Pagani Salerno (2014)
- Premio "Partenope" (2014)
- Premio "Calliope", attestato di merito (2014)
- Premio alla Carriera, Ritratti Di Territorio (2014)
- Premio "Armando Gill", VIII Edizione (2014)
- Premio Eduardo Nicolardi (2014)
- Italian Movie Award (2014)
- Premio "Notti Di Cinema", S. Giorgio Del Sannio (2015)
- Città di Torre Annunziata "Premio Internazionale Dino De Laurentis" (2015)
- Chiave d'oro e Biglietto d'oro Agis per il film "Il Principe Abusivo"
- Premio HD cinema "Il Messaggero" per il migliore attore del film "Il Principe Abusivo"
- Premio Internazionale Ambasciatore Del Sorriso
- Riconoscimento di "Eccellenza Campana Europea"
- Riconoscimento Accademia Internazionale Partenopea, Federico II
- Premio Internazionale Alla Carriera "Sublimitas" (Marzo 2017)
- Premio Speciale Alla Carriera "Formia Film Festival" (Aprile 2017)
- Premio "Film Festival Procida" (2017)
- Premio internazionale "SUBLIMITAS" alla carriera
- Premio Procida Film Festival VI, Top TV Film come coprotagonista del Film "Fausto&Furio" (giugno 2018)
- Premio "La Fescina" VI edizione alle Eccellenze Campane (15 Luglio 2018)
- Pro loco Cervinara riconoscimento Grande rappresentante della migliore commedia italiana (30 luglio 2018)
- Targa 'nciarmato a Nisida, Fondazione "Il Meglio di Te" Onlus

INVITI E PARTECIPAZIONI (Principali)
- Festival del Cinema di Cannes
- Festival del Cinema di Venezia
- Incontri  Internazionali  del Cinema di Sorrento

Riconoscimenti alla carriera
- Social Word Film Festival
- Procida Film Festival
- Italian Movie Award
- Film Festival Mario Puzo (2025)
- Film Festival Vesuvius (2025)